# CyberOne
De CyberOne is een humanoïde robot van het Chinese bedrijf Xiaomi. De robot werd voor het eerst getoond op 11 augustus 2022.

## Beschrijving
Xiaomi-directeur Lei Jun toonde tijdens een evenement in Peking een werkend model van de CyberOne. De robot is onderdeel van de Cyber-serie, waar eerder in 2021 een hondachtige robot onder de naam Cyberdog werd getoond.
De CyberOne heeft ingebouwde camera's die een driedimensionale reconstructie kunnen maken van de omgeving waarin het zich bevindt, aangevuld met kunstmatige intelligentie om personen, gebaren en emoties te herkennen. De robot kan rechtop lopen en beschikt over meerdere servomotoren in de gewrichten en scharnieren.
De humanoïde robot moet volgens het bedrijf ongeveer tussen de 86.000 en 100.000 euro gaan kosten.

## Technische details
- Hoogte: 177 cm
- Gewicht: 52 kg
- Armwijdte: 168 cm
- Maximale tilcapaciteit: 1,5 kg
- Snelheid: 3,6 km per uur
- Bewegingsvrijheid: 21 graden
- Responstijd: 0,5 ms